# Dimitris Salpingidis
Dimitrios „Dimitris” Salpingidis (gr. Δημήτρης Σαλπιγγίδης, ur. 18 sierpnia 1981 w Salonikach) – piłkarz grecki grający na pozycji środkowego napastnika. Nosi przydomek „Salpi”.

## Kariera klubowa
Salpingidis pochodzi z Salonik. Jako młody chłopiec trafił do klubu PAOK FC, ale w wieku 18 lat został wypożyczony do Larisy, w barwach której występował przez sezon w rozgrywkach drugiej ligi. Latem 2000 Dimitris trafił na kolejne wypożyczenie tym razem dwuletnie do zespołu AO Kawala. W Kawali występował w drugiej lidze, ale spadł z nim do trzeciej. W sezonie 2001/2002 zdobył dla klubu 20 goli i przyczynił się do szybkiego powrotu w grono drugoligowców.
Dobra forma w trzeciej lidze spowodowała, że latem 2002 Salpingidis wrócił do PAOK-u. W pierwszym sezonie w klubie z Salonik grał mało i strzelił zaledwie 3 gole, które pomogły w zajęciu 4. miejsca w lidze. Jednak już w sezonie 2003/2004 Salpingidis stał się liderem zespołu, a po odejściu takich zawodników jak Jorgos Jeorjadis i Janis Okas został mianowany kapitanem drużyny. W lidze zdobył 16 bramek i zajął 3. miejsce w klasyfikacji strzelców za Giovannim oraz Dimitrisem Papadopulosem (także PAOK zajął 3. miejsce w lidze). Z PAOK-iem w drugim sezonie z rzędu wystąpił w Pucharze UEFA, a w 2005 zajął z nim 5. miejsce w lidze (dorobek bramkowy Salpigidisa to 14 bramek). W sezonie 2005/2006 Dimitris był równie skuteczny co w poprzednich i strzelając 17 goli został królem strzelców ligi.
Latem 2006 Salpingidis otrzymał oferty z trzech najsilniejszych klubów ligi greckiej: AEK-u Ateny, Olympiakosu Pireus i Panathinaikosu Ateny. Ostatecznie po długich negocjacjach Salpingidis wybrał ten trzeci klub i podpisał dwuletni kontrakt. W zamian za napastnika PAOK otrzymał 1,8 miliona euro, a także trzech zawodników ateńskiego klubu: Sándora Torghelle, Kostasa Charalambidisia oraz Thanasisa Tsigasa. Łącznie suma transakcji wyniosła 5 milionów euro i jest to rekord transferowy pomiędzy dwoma klubami greckimi. W Panathinaikosie Salpingidis zadebiutował 20 sierpnia w wygranym 4:1 wyjazdowym meczu z AO Egaleo i już w debiucie ustrzelił hat-tricka. W sezonie 2006/2007 zdobył 14 bramek w lidze, a z Panathinaikosem zajął 3. pozycję w lidze. W 2010 roku został mistrzem Grecji.
W 2010 roku Salpinidis wrócił do PAOK-u Saloniki.
| Sezon   | Klub             | Kraj   | Rozgrywki          | Mecze | Bramki |
| ------- | ---------------- | ------ | ------------------ | ----- | ------ |
| 1999/00 | AE Larisa        | Grecja | Beta Ethniki       | 7     | 0      |
| 2000/01 | AO Kawala        | Grecja | Beta Ethniki       | 15    | 5      |
| 2001/02 | AO Kawala        | Grecja | 3. liga            | 28    | 20     |
| 2002/03 | PAOK FC          | Grecja | Superleague Ellada | 15    | 3      |
| 2003/04 | PAOK FC          | Grecja | Superleague Ellada | 29    | 16     |
| 2004/05 | PAOK FC          | Grecja | Superleague Ellada | 29    | 14     |
| 2005/06 | PAOK FC          | Grecja | Superleague Ellada | 30    | 17     |
| 2006/07 | Panathinaikos AO | Grecja | Superleague Ellada | 27    | 14     |
| 2007/08 | Panathinaikos AO | Grecja | Superleague Ellada | 30    | 15     |
| 2008/09 | Panathinaikos AO | Grecja | Superleague Ellada | 34    | 12     |
| 2009/10 | Panathinaikos AO | Grecja | Superleague Ellada | 28    | 5      |
| 2010/11 | PAOK FC          | Grecja | Superleague Ellada | 30    | 6      |
| 2011/12 | PAOK FC          | Grecja | Superleague Ellada | 29    | 5      |
| 2012/13 | PAOK FC          | Grecja | Superleague Ellada | 26    | 9      |
| 2013/14 | PAOK FC          | Grecja | Superleague Ellada | 30    | 8      |
| 2014/15 | PAOK FC          | Grecja | Superleague Ellada | 22    | 3      |

## Kariera reprezentacyjna
W reprezentacji Grecji Salpingidis zadebiutował 18 sierpnia 2005 roku w przegranym 0:2 towarzyskim meczu z Belgią. Występował w eliminacjach do Mistrzostw Świata w Niemczech, a następnie z drużyną prowadzoną przez Otto Rehhagela wywalczył awans na Euro 2008. W 2010 roku wystąpił na Mistrzostwach Świata w RPA. Na Euro 2012 strzelił wyrównującą bramkę w meczu z Polską.